# Nemastylis trichantha
Nemastylis trichantha là một loài thực vật có hoa trong họ Diên vĩ. Loài này được (Baker) Diels miêu tả khoa học đầu tiên năm 1930.